# MacArthur Foundation

Logo

De John D. and Catherine T. MacArthur Foundation (opgericht in 1978), is een van de grootste private stichtingen in de Verenigde Staten. Ze is gevestigd in Chicago maar ondersteunt non-profitorganisaties die actief zijn in 60 landen. Ze heeft sinds 1978 ruim vijf miljard dollar geschonken aan "individuen en effectieve organisaties die zich inzetten voor een eerlijker, groenere en vrediger wereld".
De stichting doet schenkingen en verstrekt leningen via vier programma's:
- "International Programs" gericht op zaken als mensenrechten en internationaal recht; vrede en veiligheid; natuurbescherming en duurzame ontwikkeling; migratie; hoger onderwijs in Rusland en Afrika; populatie en reproductieve gezondheid.
- "U.S. Programs" gericht op thema's binnen de Verenigde Staten, zoals gemeenschapsontwikkeling op sociaal en economisch vlak; huisvesting (met name het behoud van betaalbare huurwoningen); hervorming van het jeugdrechtssysteem; onderwijs (met toenemende focus op digitale media); beleidsonderzoek en -analyse.
- "Media, Culture and Special Initiatives" gericht op de ondersteuning van de publieke radio, culturele instellingen, documentaire-programmering, en het gebruik van digitale technologie om een breed publiek te engageren.
- "MacArthur Fellowship"-programma (bijgenaamd de Genius Grant), dat vijfjarige "fellowships" verleent aan individuen binnen de Verenigde Staten, met als doel "de ontvangers in staat te stellen hun eigen creatieve instincten in te zetten ten behoeve van de menselijke gemeenschap". Elk van de jaarlijks 20-40 "fellows", ontvangt gedurende vijf jaar een stipendium van in totaal een half miljoen dollar (uitgekeerd per kwartaal). Volgens de website is een fellowship "geen beloning voor reeds behaalde prestaties, maar eerder een investering in iemands originaliteit, inzichten en potentieel". Een fellow hoeft geen verantwoording af te leggen over aanwending van het stipendium.[3]

De MacArthur Foundation beheerde op 31 december 2011 een vermogen van 5,7 miljard dollar. De stichting had 152 medewerkers in de Verenigde Staten en 23 medewerkers in India, Mexico, Nigeria en Rusland.